# Hubbard (Texas)
Hubbard és una població dels Estats Units a l'estat de Texas. Segons el cens del 2000 tenia 1.586 habitants.

## Demografia
Segons el cens del 2000, Hubbard tenia 1.586 habitants, 625 habitatges, i 406 famílies. La densitat de població era de 309,3 habitants/km².
Dels 625 habitatges en un 30,9% hi vivien nens de menys de 18 anys, en un 44,6% hi vivien parelles casades, en un 17,1% dones solteres, i en un 35% no eren unitats familiars. En el 32% dels habitatges hi vivien persones soles el 20% de les quals corresponia a persones de 65 anys o més que vivien soles. El nombre mitjà de persones vivint en cada habitatge era de 2,42 i el nombre mitjà de persones que vivien en cada família era de 3,1.
Per edats la població es repartia de la següent manera: un 27,5% tenia menys de 18 anys, un 6,8% entre 18 i 24, un 24% entre 25 i 44, un 19,9% de 45 a 60 i un 21,9% 65 anys o més.
L'edat mediana era de 39 anys. Per cada 100 dones de 18 o més anys hi havia 73,7 homes.
La renda mediana per habitatge era de 25.950 $ i la renda mediana per família de 34.083 $. Els homes tenien una renda mediana de 30.795 $ mentre que les dones 16.696 $. La renda per capita de la població era de 15.311 $. Aproximadament el 20,4% de les famílies i el 24,5% de la població estaven per davall del llindar de pobresa.

## Poblacions més properes
El següent diagrama mostra les poblacions més properes.